# Waldemar Kraft
Waldemar Kraft (19 de febrero de 1898, Brzustów, distrito de Jarotschin, Provincia de Posen (hoy Brzostów, Polonia - Alemania Occidental, Bonn, 12 de julio de 1977) fue un político alemán. Miembro de las SS en el Tercer Reich, se desempeñó como Director Gerente de la Asociación del Reich para la Gestión de Tierras en los Territorios Anexados, desde 1940 hasta 1945, administrando partes de la Polonia ocupada. Después de la guerra, se convirtió en un político de Alemania Occidental, como diputado en el Landtag de Schleswig-Holstein de 1950 a 1953 y sirviendo como Ministro de Finanzas. Ingresó en el Bundestag en 1953 y se desempeñó como Ministro Federal de Asuntos Especiales en el Gabinete del canciller Konrad Adenauer de 1953 a 1956. Se retiró del Bundestag en 1961. 
Kraft inicialmente representó al Bloque Pangermánico/Liga de los Expulsados y Privados de derechos de Alemania y fue su presidente de 1951 a 1954. En 1956, se convirtió en miembro de la Unión Demócrata Cristiana.

## Educación y profesión
Waldemar Kraft nació en una familia protestante alemana en la frontera prusiano-rusa. Asistió a la escuela secundaria en Posen antes de 1914, centrando sus estudios de secundaria en agricultura. Entre 1915 y 1920 fue soldado del Ejército prusiano y participó en la Primera Guerra Mundial, donde fue gravemente herido. Luego se desempeñó como comandante de compañía. 
Después de la guerra, decidió regresar a la Gran Polonia y de 1921 a 1939 fue director de las Hauptvereins der Deutschen Bauernvereine o de las principales asociaciones de agricultores alemanes en Poznań. En 1925 también fue nombrado director de la Deutschen Landwirtschaftlichen Zentralverbandes in Polen o Asociación Central de Agricultura Alemana en Polonia. 
De 1939 a 1940 se desempeñó como Presidente Regional de Agricultura (Landwirtschaftskammer ) en el Reichsgau Posen. De 1940 a 1945 fue director Gerente de la Reichsgesellschaft für Landbewirtschaftung in den eingegliederten Ostgebieten mbH ("Reichsland") o Asociación del Reich para la Gestión de Tierras en los Territorios Anexados, en Berlín. Poco antes de que terminara la guerra, esta Asociación del Reich y Kraft se mudaron a Ratzeburgo en Schleswig-Holstein. De 1945 a 1947 fue internado en Schleswig-Holstein y permaneció desempleado en Ratzeburgo hasta 1950. 
De 1949 a 1951 fue el portavoz de Landsmannschaft Weichsel-Warthe o la Asociación Alemana de Vístula y Warta. Como tal, firmó la Carta de los expulsados alemanes y más tarde se convirtió en presidente honorario (un Ehrenvorsitzender).

## Afiliación política
Kraft se unió al NSDAP en 1933. El 13 de noviembre de 1939, inmediatamente después de la invasión alemana de Polonia y la incorporación de su región a Warthegau, también fue nombrado Ehren-Hauptsturmführer o Capitán Honorario de las SS. 
En 1950 fue uno de los fundadores del Gesamtdeutscher Block/Bund der Heimatvertriebenen und Entrechteten (a menudo abreviado en textos como "GB/BHE") o Bloque Pangermánico/Liga de los Expulsados y Privados de Derechos de Alemania en Schleswig-Holstein. En 1951 fue elegido presidente nacional de la Liga y Eva Gräfin Finck von Finckenstein se convirtió en su secretaria de prensa. En septiembre de 1954 no fue reelegida en la junta administrativa de la Liga, lo que condujo a la renuncia de Waldemar Kraft como presidente. 
En marzo de 1956, Kraft, Finckenstein y Theodor Oberländer se unieron a la CDU, lo que llevó a la disminución de la influencia del Bloque Pangermánico/Liga de los Expulsados y Privados de Derechos de Alemania en la política alemana. 

## Miembro del parlamento
De 1950 a 1953, Kraft fue miembro del parlamento estatal de Schleswig-Holstein, donde representó al distrito electoral de Lauenburgo/Elba. De 1953 a 1961 fue elegido posteriormente miembro del Bundestag de Alemania Occidental. 

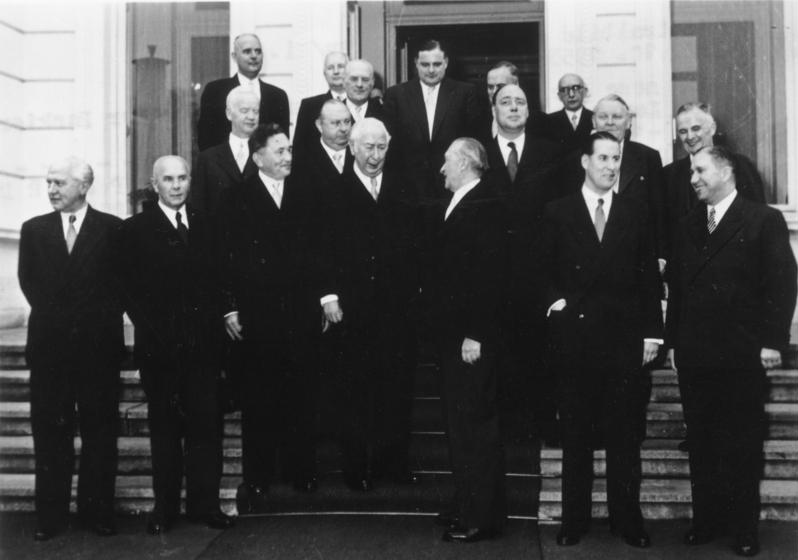
1953 Waldemar Kraft, primera fila, muy a la derecha. Parte del gobierno de Alemania Occidental bajo Konrad Adenauer.

Después de las elecciones de 1953, se retiró del Gobierno del Estado el 20 de octubre de 1953 y fue nombrado el mismo día como Ministro Federal sin cartera bajo el gobierno del canciller Konrad Adenauer en Bonn. El 16 de octubre de 1956 renunció al gobierno federal. 

## Evaluación
Un incondicional de la CDU comprometido después de la Segunda Guerra Mundial y defensor de los derechos de los alemanes expulsados de Polonia, el historiador británico Richard Grunberger lo citó como un ejemplo de la penetración o infiltración de las actitudes y valores de las SS en la sociedad y la política de la Alemania Occidental de la posguerra. La opinión gira en torno a su participación en las SS, pero no está claro si Kraft se ofreció como voluntario para el puesto SS-Ehrenführer por iniciativa propia o para avanzar en su carrera o si sus superiores inmediatos lo presionaron para hacerlo. Tanto el ministro de Agricultura, Richard Walther Darré, como el Gauleiter de Warthegau, Arthur Greiser, fueron importantes e importantes oficiales de las SS y eso pudo haber influido en Kraft. 